# Claude Davis
Claude Davis (Kingston, 6 marzo 1979) è un ex calciatore giamaicano, difensore.

## Palmarès

### Club

#### Competizioni nazionali
- Campionato giamaicano: 1

Hazard United: 2002-2003
- Flow Champions Cup: 2

Hazard United: 1999-2000, 2002-2003